# Amphilius brevis
Amphilius brevis es una especie de pez de la familia Amphiliidae en el orden de los Siluriformes.

## Morfología
- Los machos pueden llegar alcanzar los 8,4 cm de longitud total.[2]

## Distribución geográfica
Se encuentran en África: cuenca del río Congo.